# Blake Lively
Blake Ellender Lively, ameriška filmska igralka, * 25. avgust 1987.
Zaslovela je kot Serena van der Woodsen v nadaljevanki Opravljivka.

## Zgodnje življenje
Livelyjeva je bila rojena v Los Angelesu očetu (igralcu) Ernieju Livleyu in mami Elaine Livley kot Blake Ellender Brown. Imenovana je bila po bratu svoje babice. Je najmlajša izmed petih otrok: ima dve sestri (Lori in Robyn) in dva brata (Jasona in Erica). Vsi so ali so bili igralci. Kot otrok se je Blake šolala doma.
Med otroštvom je starše spremljala na igralske vaje, ker je niso hoteli pustiti z varuško. Blake je dejala, da se je z gledanjem staršev med učenjem na igralskih vajah naučila igrati in je s tem dobila zaupanje vase, ko je bila starejša.
Blake na začetku igranje ni zanimalo, namreč želela je obiskovati Univerzo Stanford. Obiskovala je srednjo šolo Burbank, kjer je bila navijačica, članica prvenstvenega pevskega zbora in predsednica razreda. Med poletjem je njen brat Eric prosil svojega agenta, naj jo pošlje nekaj avdicij. Iz teh avdicij je dobila vlogo Bridget v filmu Poletje odraščanja (ang. Sisterhood of the Traveling Pants).

## Kariera
Blake je svojo kariero začela pri 10 letih, ko se je leta 1998 pojavila v filmu Sandman, ki jo je režiral njen oče. Leta 2005 je igrala Bridget v filmu Poletje odraščanja, za katerega je dobila nominacijo za najboljšo žensko vlogo za nagrado Teen Choice Award. V letu 2006 je skupaj z igralcem Justinom Longom zaigrala v filmu Študent naj bo (angleško Accepted) in pojavila se je v manjši vlogi v grozljivki Simon Says. Kritiki filma Študent naj bo niso dobro sprejeli, vendar so njen nastop dobro sprejeli in je za to dobila nagrado za preboj od Hollywood Life-a. Leta 2007 je zaigrala Annabelle, eno od dveh likov v filmu Elvis in Annabelle. Annabelle je bilo dekle z bulimijo, ki je upalo, da zmaga na lepotnem tekmovanju. MovieLine.com je pohvalil njen nastop v filmu in ga imenoval za prebojno vlogo.
Leta 2007 je dobila vlogo Serene van der Woodsen v seriji Opravljivka, ki temelji na istonaslovni seriji knjig Cecily von Ziegesar. S to vlogo je resnično zaslovela: pojavila se na več naslovnicah revij, med drugim na »Girls' Life«, »Teen Vogue« in »Cosmo Girl«, v slednji reviji je govorila o svojem času v srednji šoli in o svoji karieri pred Opravljivko.
Lively je leta 2009 ponovila svojo vlogo Bridget v Štiri prijateljice, ene hlače 2. Podobno kot v prvem filmu je Lively dobila pozitivne komentarje kritikov. Novembra 2009 je ta film zaslužil 44 milijonov dolarjev. Istega leta se je pojavila še v manjši vlogi kot Gabrielle DiMarco v filmski komediji New York, ljubezen moja. Čeprav so kritiki film pozitivno sprejeli, film ni veliko zaslužil.
Lively je za svojo upodobitev mlajše različice naslovnega lika v filmu Življenja Pippe Lee prejela pohvale kritike. Paul Byrnes je opisal Livelyin nastop kot »senzacionalen«. Oktobra 2009 je Lively začela snemati prizore za svojo vlogo kot Kristina »Kris« Coughlin, v filmu Mesto, ki temelji na romanu Princ tatov. Film, kjer igra tudi Ben Affleck, je izšel 17. septembra 2010 v ZDA.
Lively je igrala Carol Ferris, ki je ženska glavna vloga v filmu Zelena svetilka (ang. Green Lantern). Ta film je izšel junija 2011 in je zaslužil 219.851.172 dolarjev, kar se je štelo za razočaranje, čeprav je znesek presegel proračun. Leta 2011 se je pojavila v letni reviji Time 100 najvplivnejših ljudi na svetu. Poleg tega jo je AskMen.com imenoval za najbolj zaželeno žensko leta 2011 in revija People za eno od najlepših žensk leta 2012 vseh starosti. Leta 2012 je skupaj z Taylorjem Kitschem,  Aaronom Johnsonom, Salmo Hayek in Johnom Travolto zaigrala v filmu Divjaki, ki ga je režiral Oliver Stone. V tem filmu je Lively nadomestila Jennifer Lawrence v vlogi Ophelie, ki je izstopila zaradi snemanja filma Igre lakote. Istega leta je bila izbrana kot nov obraz Guccija.
Oktobra 2013 je bila imenovana za novi obraz L'Oreal. Istega meseca je bila skupaj z Ellen Burstyn vključena v snemanje filma Brezčasna Adeline.

## Osebno življenje
Blake je dobra prijateljica z Leighton Meester, ki je v Opravljivki igrala Blair, eno izmed glavnih vlog.
Livelyjeva je bila partnerka igralca Kellyja Blatza od leta 2004 do leta 2007; prijatelja sta bila že od otroštva. Pozno leta 2007 so se začele širiti govorice, da prijateljuje s sodelavcem iz serije Opravljivka Pennom Badgleyjem. Maja 2008 je revija »People magazine« objavila fotografije, na katerih se Blake in Penn poljubljata. Šele potem sta oba odkrito govorila o odnosih med njima. Sredi septembra 2010 sta Penn in Blake končala svojo triletno razmerje.
V začetku leta 2010 med snemanjem filma Zelena svetilka je Blake spoznala igralca Ryana Reynoldsa. Oktobra 2011 sta začela hoditi. Junija 2012 sta kupila hišo v Bedfordu v New Yorku in 9. septembra 2012 sta se poročila v Boone Hall v Mount Pleasant v South Carolini. Skupaj imata tri hčerke James, Inez in Betty. Pevka Taylor Swift je like v svoji pesmi "Betty" poimenovala po njunih hčerah.

## Filmografija

### Filmi
| Leto | Naslov                          | Vloga                                 | Drugo        |
| ---- | ------------------------------- | ------------------------------------- | ------------ |
| 1998 | Sandman                         | Trixie/Tooth Fairy                    |              |
| 2005 | Poletje odraščanja              | Bridget »Bee« Vreeland                |              |
| 2006 | Študent naj bo                  | Monica Moreland                       |              |
| 2006 | Simon Says                      | Jenny                                 |              |
| 2007 | Elvis in Anabelle               | Anabelle Leigh                        | Glavna vloga |
| 2008 | Štiri prijateljice, ene hlače 2 | Bridget »Bee« Vreeland                |              |
| 2009 | New York, ljubezen moja         | Gabrielle DiMarco                     |              |
| 2009 | Življenja Pippe Lee             | Teenage Pippa Lee                     |              |
| 2010 | Mesto                           | Krista Coughlin                       |              |
| 2011 | Zelena svetilka                 | Carol Ferris                          |              |
| 2011 | Težavam naproti                 | Glenda                                |              |
| 2012 | Divjaki                         | Ophelia »O« Sage                      |              |
| 2015 | Brezčasna Adaline               | Adaline Bowman                        |              |
| 2016 | Nevarnost iz globine            | Nancy Adams                           |              |
| 2016 | Kavarniška gospoda              | Veronica Hayes                        |              |
| 2017 | All I See Is You                | Gina                                  |              |
| 2018 | Milo za drago                   | Emily Nelson / Hope in Faith McLanden |              |
| 2020 | Ritem sekcija                   | Stephanie Patrick                     |              |

### Televizija
| Leto      | Naslov                                               | Vloga                  | Drugo                    |
| --------- | ---------------------------------------------------- | ---------------------- | ------------------------ |
| 2007–2012 | Opravljivka                                          | Serena van der Woodsen | Glavna vloga; 121 epizod |
| 2008–2010 | Saturday Night Live                                  | Gostiteljica           | 3 epizode                |
| 2018      | When You Wish Upon a Pickle: A Sesame Street Special | Dostavljalec           | TV special               |

## Nagrade
| Leto | Nagrada                     | Kategorija                             | Delo                                  | Rezultat   |
| ---- | --------------------------- | -------------------------------------- | ------------------------------------- | ---------- |
| 2005 | Teen Choice Award           | Choice Movie Breakout- Female          | The Sisterhood of the Traveling Pants | Nominirana |
| 2008 | Teen Choice Award           | Choice TV Actress Drama                | Opravljivka                           | Dobila     |
| 2008 | Teen Choice Award           | Choice TV Breakout Star-Female         | Opravljivka                           | Dobila     |
| 2008 | Newport Beach Film Festival | Achievement Award-Breakout Performance | Elvis and Anabelle                    | Dobila     |
| 2009 | Prism Awards                | Performances in a Drama Episode        | Opravljivka                           | Nominirana |